# Reinhard Scheffer der Jüngere
Reinhard Scheffer der Jüngere (* 17. Februar 1561 in Marburg; † 9. März 1623 in Kassel) war ein deutscher Jurist und Staatsmann.

## Herkunft
Scheffer war der älteste Sohn des landgräflich-hessischen Vizekanzlers und späteren Kanzlers Reinhard Scheffer des Älteren (1529–1587) und dessen Ehefrau Christine (1537–1608), Tochter des vormaligen landgräflichen Kanzlers Johann Feige (1482–1543).

## Laufbahn
Nach Schulzeit in Kassel studierte Scheffer Rechtswissenschaften in Marburg (ab November 1575) und Heidelberg (ab November 1580). Nachdem er sein Studium mit dem Lizentiat beider Rechte abgeschlossen hatte, erhielt er 1583 auf Ersuchen seines Vaters, der seit 1570 Kanzler des Landgrafen Wilhelm IV. von Hessen-Kassel war, die Zulassung zum Samthofgericht in Marburg, dem für die 1568 aus der ehemaligen Landgrafschaft Hessen hervorgegangenen (Teil-)Landgrafschaften zuständigen Hofgericht.
1584 wurde er Rat, and 1586 war er als landesherrlicher Diplomat Vermittler im Streit um die verwaiste Grafschaft Königstein. Von 1587 bis 1597 war er Assessor (d. h. Beisitzer) am Samthofgericht. Ab 1585 ist er unter den Räten der Kasseler Kanzlei genannt und ab 1598 wirkte er nur noch als Rat in der Kanzlei des Landgrafen Moritz in Kassel. 1603 wurde er Hofrat, 1608 Vizekanzler, und 1615 ernannte Moritz ihn zum Geheimen Rat und Kanzler. Dieses Amt bekleidete er bis zu seinem Tod.
Als landesherrlicher Gesandter war Scheffer 1587 und 1614 in Naumburg zur Erneuerung der seit 1457 bestehenden Erbvereinigung zwischen den Kur- und anderen Fürsten zu Sachsen, Brandenburg und Hessen. 1600 war er Gesandter zum Reichskammergericht in Speyer und 1603 und 1613 zu den Reichstagen in Regensburg. Am 3. Februar 1610 unterschrieb er in Schwäbisch Hall den Beitritt von Landgraf Moritz zur Protestantischen Union. 1622 erwarben er und sein Bruder Heinrich Ludwig Scheffer von Georg Oswald Treusch von Buttlar für 18.000 Gulden Gut und Rittersitz Lüderbach. Bereits 1618 hatten die Agnaten Treusch von Buttlars ihre Zustimmung zum Verkauf an die Gebrüder Scheffer gegeben. 1623 verkaufte Georg Oswald Treusch von Buttlar den Gebrüdern Reinhard und Ludwig Scheffer auf Wiederkauf noch den Ackerdienst, welchen ihm seine 19 Hintersassen zu Lüderbach jährlich zu leisten hatten, nämlich 117 Acker 64 Ruthen für 1.600 Taler.

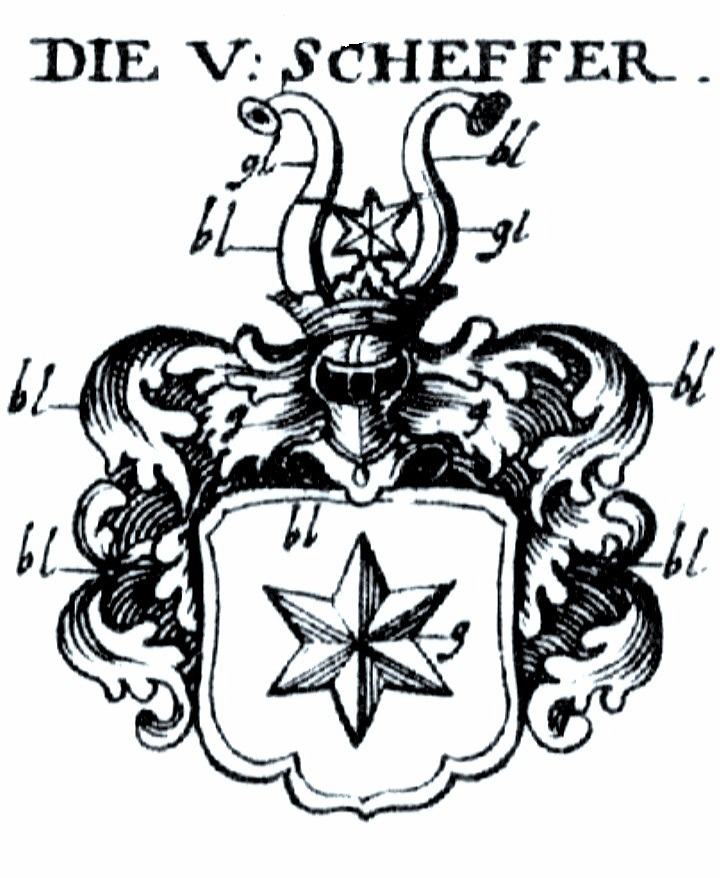
Wappen derer Scheffer

Auf Grund des Rittergutsbesitzes war das Familienwappen derer Scheffer in Johann Siebmachers Wappenbuch bei der Hessischen Ritterschaft verzeichnet; es zeigt einen goldenen Stern auf blauem Grund, auf dem Helm mit blau-goldenen Decken den Stern zwischen zwei golden-blau übereck geteilten Büffelhörnern.

## Familie
Reinhard Scheffer der Jüngere war verheiratet mit Margarethe Heintzenberger (1567–1632), Tochter des Johann Heintzenberger (1531–1581), von 1569 bis zu seinem Tod Kanzler des Landgrafen Ludwig IV. von Hessen-Marburg.
- Aus dieser Ehe ging Reinhard Scheffer der Jüngste (1590–1656) hervor, der 1617 Rat des Landgrafen Moritz und 1635 Hessen-Kasseler General(kriegs-)kommissar wurde, 1648 im Namen der Hessen-Kasseler Regentin Amalie Elisabeth in Osnabrück den Friedensvertrag unterzeichnete und ab 1653 unter Landgraf Wilhelm VI. Präsident der Regierung von Oberhessen in Marburg war.

- Der Sohn Heinrich Ludwig Scheffer (1599–1621) wurde Kanoniker des Domstifts in Lübeck und stand später in hessischen Kriegsdiensten.

- Der Sohn David Ludwig Scheffer (1603–1673)[7] wurde Regierungsrat und Konsistorialrat in Kassel sowie Vater des späteren Bürgermeisters von Kassel, Sebastian Reinhard Scheffer (1641–1698, Bürgermeister 1678, 1679, 1692 und 1693),[8] über diesen auch Großvater des Kasseler Bürgermeisters Christoph Ludwig Scheffer (Bürgermeister 1720 und 1722–1724).

- Ein vierter Sohn, Sebastian Reinhard Scheffer (1608–1695),[9] wurde hessischer Regierungsrat.

- Die Töchter waren mit landgräflichen Beamten verheiratet: Helfrich Gerlach, Hofgerichts-Prokurator in Gießen; Johann Friedrich von Weyhe, Hofmeister in Kassel; Johann Wilhelm Horn, hessischer Kriegskommissar; und Hermann Nordeck, hessischer Samt-Zollschreiber in St. Goar.